# Les Gouapes
À ne pas confondre avec le film Lucia et les Gouapes de Pasquale Squitieri.
Pour plus de détails, voir Fiche technique et Distribution.
Les Gouapes (titre original : Er più: storia d'amore e di coltello) est un film italien réalisé par Sergio Corbucci, sorti en 1971.

## Fiche technique
Sauf indication contraire, les informations mentionnées dans cette section peuvent être confirmées par la base de données cinématographiques IMDb,  présente dans la section « Liens externes ».
- Titre original : Er più: storia d'amore e di coltello
- Titre français : Les Gouapes ou Le Grand Caïd[1]
- Réalisation : Sergio Corbucci
- Scénario : Sergio Corbucci, Mario Amendola et Sabatino Ciuffini
- Photographie : Pasqualino De Santis
- Musique : Carlo Rustichelli
- Production : Salvatore Argento
- Pays d'origine : Italie
- Format : Couleurs - 1,85:1 - Mono
- Date de sortie :
  - Italie : 18 septembre 1971
  - France : 20 février 1974[1]

## Distribution
- Adriano Celentano : Nino Petroni
- Claudia Mori : Rosa Turbine
- Vittorio Caprioli : Il 'cinese'
- Romolo Valli : Il maresciallo
- Gianni Macchia : Augusto Di Lorenzo
- Maurizio Arena : Bartolo Di Lorenzo
- Fiorenzo Fiorentini : Ignazio
- Ninetto Davoli : Antonio Cerino
- Gino Pernice : Pietro Di Lorenzo
- Benito Stefanelli : Alfredo Di Lorenzo
- Tonino Guerra
- Anita Durante
- Gino Santercole